# 야마시타 세이이치로
야마시타 세이이치로(山下誠一郎, 1992년 5월 21일 ~ )는 일본의 남자 성우이다. 오사와 사무소 소속.
히로시마현 출신.

## 작품

### 극장판 애니메이션
- 2025년 킹 오브 프리즘 -유어 엔드리스 콜- 모두 빛나라! 프리즘 투어즈 (유메카와 쇼고)